# Opere filosofiche di Apuleio
Qui di seguito sono elencate e analizzate, in ordine alfabetico, le tre opere filosofiche di Apuleio: De deo Socratis, De mundo, De Platone et eius dogmate.
Apuleio compì, tra gli altri, anche studi filosofici e seguì con interesse la corrente filosofica del platonismo. Tuttavia non fu un pensatore originale, ma rappresentò piuttosto un divulgatore di tale filosofia, basata sul concetto di dualità della realtà (realtà sensibile e realtà divina) e sulla funzione intermedia svolta dai dèmoni (dal tardo latino daemon, -ŏnis).

## De deo Socratis

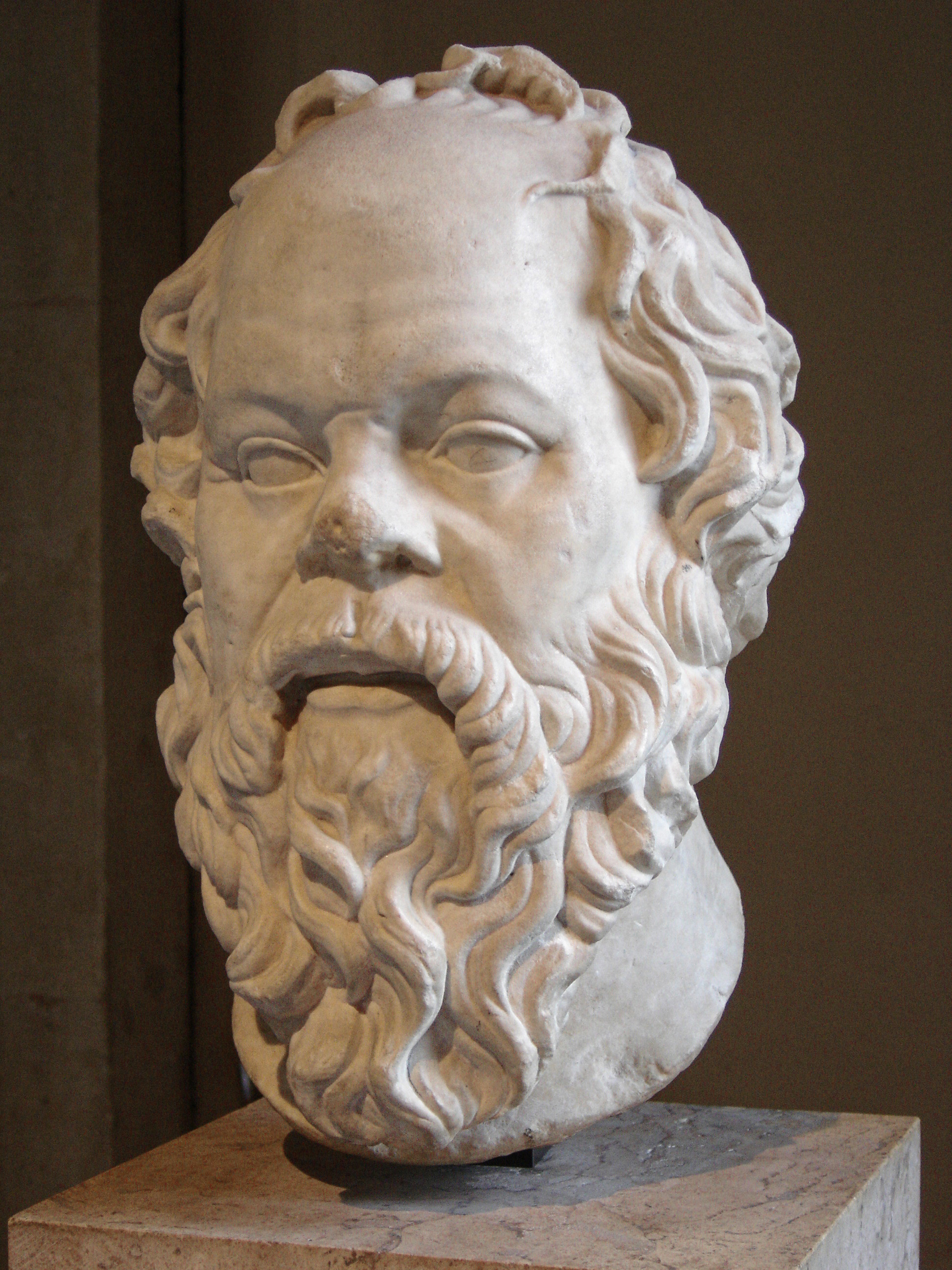
Testa di Socrate, scultura di epoca romana, forse di un originale greco in bronzo realizzato da Lisippo (Museo del Louvre, Parigi, Francia).

Il De deo Socratis (in italiano: Il demone di Socrate), declamazione filosofica, è la più completa trattazione sui dèmoni che ci sia pervenuta dall'antichità classica, probabilmente composta per essere declamata, come dimostra il tono esuberante, che la avvicina ai Florida, e le numerose citazioni lucreziane e virgiliane. 
L'opera è suddivisa in tre parti: la prima esamina come separati il mondo divino e quello umano; la seconda la posizione di intermediari che svolgono i dèmoni nel compimento della Provvidenza nel mondo umano, distinguendoli in anime che risiedono nel corpo umano, Lemuri e affini, entità del tutto incorporare come Sonno e Amore; la terza è dedicata al demone del filosofo Socrate (470/469 a.C. – 399 a.C.), la sua voce interiore che, quasi fosse un ordine divino, lo costringeva all’incessante ricerca della verità.
I dèmoni che sono più a contatto con la sfera della realtà umana sono quelli di seconda classe, più vicini alla dimensione passionale, mentre quelli che risultano più vicini alla sfera divina possiedono una natura più razionale e spirituale e fungono da mediatori, appunto come il noto demone socratico.
Se l'autore cristiano Lattanzio riservò a quest'opera brevi cenni, nei libri da VIII a X del suo De civitate Dei sant'Agostino mosse una critica approfondita e dettagliata contro il conterraneo Apuleio, svolgendo un ruolo centrale nella trasmissione dei testi di quello che nel nord Africa era uno dei personaggi più venerati dai seguaci di teurgia e goezia.

## De mundo
Il De mundo (in italiano: L'universo), dedicato a un certo Faustino, è un rifacimento più che una traduzione dell'omonima operetta in greco sulla cosmologia erroneamente attribuita ad Aristotele (384/383 a.C. – 322 a.C.).
Le citazioni poetiche e l'attenzione al ritmo richiamano il sicuramente apuleiano De Deo Socratis, anche se l'uso minore di questi espedienti potrebbe indurre a datare il rifacimento, se di Apuleio, al decennio tra 150 e 160 d.C..

## De Platone et eius dogmate

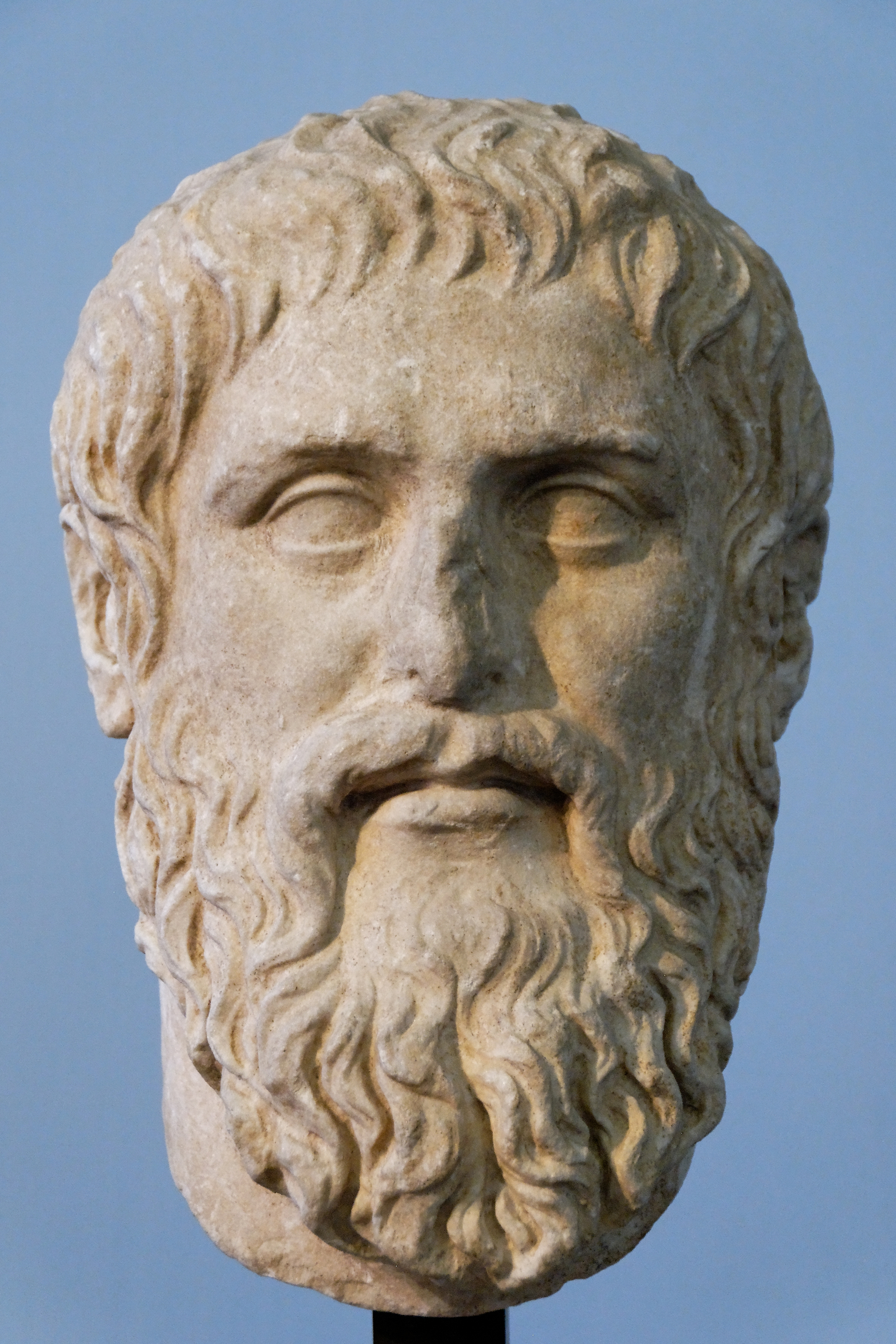
Testa di Platone, copia romana del I secolo d.C. del ritratto eseguito da Silanion per l'Accademia di Atene (370 a.C. circa). (Musei Capitolini, Roma, Italia).

Il De Platone et eius dogmate (in italiano: Platone e la sua dottrina), o De dogmate Platonis, è una sorta di introduzione esegetica alla filosofia di Platone (428/427 a.C. – 348/347 a.C.).
L'opera è divisa in due libri introdotti da quattro capitoli che costituiscono la più antica biografia di Platone pervenutaci integralmente, anteriore di oltre mezzo secolo a quella più ampia contenuta nel libro III delle Vite e dottrine dei filosofi illustri di Diogene Laerzio-
Quanto al contenuto filosofico propriamente detto, il primo libro tratta di fisica, ispirandosi a Timeo e Repubblica, mentre il secondo di etica, più ispirata al medioplatonismo; doveva seguire un terzo libro per la logica, che forse non fu mai scritto o è andato perduto, trovandosi come sezione finale nella parte perduta del primo libro.